# Sarasota
Sarasota is een plaats (city) in de Amerikaanse staat Florida en valt bestuurlijk gezien onder Sarasota County.

## Demografie
Bij de volkstelling in 2000 werd het aantal inwoners vastgesteld op 52.715.
In 2006 is het aantal inwoners door het United States Census Bureau geschat op 52.942, een stijging van 227 (0.4%).

## Geografie
Volgens het United States Census Bureau beslaat de plaats een oppervlakte van
67,2 km², waarvan 38,6 km² land en 28,6 km² water. Sarasota ligt op ongeveer 11 m boven zeeniveau.

## Bezienswaardigheden
In Sarasota ligt het Cà d'Zan, de voormalige woning van het circusechtpaar John en Mable Ringling. Naast dit paleis in Venetiaanse stijl lieten ze een museum inrichten om hun kunstcollectie aan het publiek te tonen, het John and Mable Ringling Museum of Art. Het bezit onder meer een uitzonderlijke verzameling barokschilderijen.

## Geboren
- Stephen Root (1951), karakteracteur
- Carla Gugino (1971), actrice
- Robert Sweeting (1987), wielrenner
- Charlie Barnett (1988), acteur
- Shanley Caswell (1991), actrice

## Plaatsen in de nabije omgeving
De onderstaande figuur toont nabijgelegen plaatsen in een straal van 8 km rond Sarasota.

## Vervoer
Sarasota is goed bereikbaar via verschillende bruggen (Sunshine Skyway Bridge) naar St. Petersburg en via de US75 naar Tampa.
Sarasota Bradenton International Airport is een hub voor AirTran Airways en Delta Air Lines. Southwest Airlines heeft hier een zogenaamde focus hub.